# August Ibach
August Ibach (1918 - 26 oktober 1988) was een Zwitsers voetballer die speelde als middenvelder.

## Carrière
Ibach speelde in de jeugd van FC Basel en maakt in 1935 zijn debuut voor de club. Hij speelde er zes seizoenen tot in 1941, hij vertrok naar FC Biel-Bienne. Bij FC Biel-Bienne speelde hij tot in 1957 en werd eenmaal kampioen in 1947.
Hij speelde één interland voor Zwitserland waarin hij niet kon scoren.

## Erelijst
- FC Biel-Bienne
  - Landskampioen: 1947